# Myro jeanneli
Myro jeanneli är en spindelart som beskrevs av Lucien Berland 1947. Myro jeanneli ingår i släktet Myro och familjen Desidae.
Artens utbredningsområde är Crozetön. Inga underarter finns listade i Catalogue of Life.